# Horaglanis
Horaglanis es un género de peces actinopeterigios de agua dulce, distribuidos por ríos y lagos de la India (Asia).

## Especies
Existen cuatro especies reconocidas en este género:
- Horaglanis abdulkalami Babu, 2012
- Horaglanis alikunhii Subhash Babu y Nayar, 2004
- Horaglanis krishnai Menon, 1950
- Horaglanis populi Raghavan, Sundar, Arjun, Britz & Dahanukar, 2023